# Charles Bury (Chemiker)
Charles Rugeley Bury (* 29. Juli 1890 in Henley-on-Thames; † 30. Dezember 1968 in Chichester) war ein britischer Chemiker.

## Leben
Bury, der Sohn eines Anwalts, besuchte die Schule in Malvern und studierte an der Universität Oxford (Trinity College), an der er einen Bachelor-Abschluss mit Auszeichnung erhielt. Danach war er dort Demonstrator in physikalischer Chemie. Er befasste sich damals mit der Leitfähigkeit verschiedener Salze und Lösungen. 1912/13 war er bei Walther Nernst an der Universität Göttingen. Danach wurde er Assistant Lecturer am University College of Wales in Aberystwyth. Im Ersten Weltkrieg diente er als Soldat an der Front. 

## Werk
Bury kommt nach Eric Scerri das Verdienst zu, als Erster das Periodensystem mit der Bohrschen Atomtheorie und daraus abgeleitete Elektronenkonfigurationen begründet zu haben. Niels Bohr selbst tat dies nur sehr skizzenhaft und benutzte vielfach chemische und spektroskopische Informationen auch wenn er vorgab von Grund auf zu argumentieren. Burys System wurde in dem Buch The electronic theory of valence von Nevil Vincent Sidgwick 1927 bekannt gemacht.
Bury kritisierte in seinem Aufsatz einen älteren Versuch von Irving Langmuir, der 1919  meinte, dass äußere Schalen erst aufgefüllt werden könnten, wenn alle inneren Schalen voll wären. Statt von Zellen wie Langmuir sprach er auch von Schalen (shells). In die Schalen passten nach Bury jeweils 2, 8, 18 oder 32 Elektronen (entsprechend ihrer Oberflächen). Gruppen von 8 oder 18 Elektronen waren nach Bury stabil, egal ob die Schale damit voll war oder nicht (es konnten dann auch weitere Schalen gefüllt werden, auch wenn die alte Schale noch nicht voll war). Beim Übergang von 8 zu 18 oder 18 zu 32 traten nach Bury Reihen von Übergangsmetallen auf, wobei er fälschlich (wie der Amerikaner Saul Dushman 1917) annahm, dass dabei mehrere Elektronenkonfigurationen möglich waren.
Er postulierte die Existenz von Hafnium mit Ordnungszahl 72 und sagte vorher, dass es keine seltene Erde wäre, aber mit diesen verwandt wäre und in Zirkon-Erzen gefunden würde. Meist wird diese Vorhersage Niels Bohr zugeschrieben, der aber, wie Scerri betonte, die Priorität von Bury anerkannte und auch nicht ausschließlich aus der Atomtheorie auf Basis von Elektronenkonfigurationen wie Bury argumentierte. Der Beitrag von Bury wurde später vergessen (einer der Entdecker des Hafniums George de Hevesy zitierte ihn nie).

## Schriften
- Langmuir's theory of the arrangement of electrons in atoms and molecules, Journal of the American Chemical Society, Band 43, 1921, S. 1602–1609